# Perry (Arkansas)
Perry es un pueblo ubicado en el condado de Perry en el estado estadounidense de Arkansas. En el Censo de 2010 tenía una población de 314 habitantes y una densidad poblacional de 287,29 personas por km².

## Geografía
Perry se encuentra ubicado en las coordenadas 35°2′41″N 92°47′36″O / 35.04472, -92.79333. Según la Oficina del Censo de los Estados Unidos, Perry tiene una superficie total de 1.09 km², de la cual 1.09 km² corresponden a tierra firme y (0%) 0 km² es agua.

## Demografía
Según el censo de 2010, había 314 personas residiendo en Perry. La densidad de población era de 287,29 hab./km². De los 314 habitantes, Perry estaba compuesto por el 97.13% blancos, el 0% eran afroamericanos, el 0.32% eran amerindios, el 0.32% eran asiáticos, el 0.32% eran isleños del Pacífico, el 0.32% eran de otras razas y el 1.59% pertenecían a dos o más razas.